# Gaston de La Marthonie
Gaston de La Marthonie (mort à le 2 mai 1555) est un ecclésiastique qui fut évêque de Dax de 1519 à sa mort.

## Biographie
Gaston de La Marthonie est le 3e fils d'Étienne de La Marthonie et d'Isabeau de Pompadour. Il est comme son père conseiller au Parlement de Bordeaux et professeur à l'université de Cahors. Mais destiné à l'Église, il devient abbé de Madion près de Libourne et prieur commendataire de Saint-Jean-de-Côle dans le diocèse de Périgueux. Il devient ensuite le coadjuteur puis le successeur de son frère ainé Jean de La Marthonie évêque de Dax qui résigne en sa faveur son siège épiscopal. Il  meurt le 1555. Les deux frères sont les grands-oncles de  Henri de La Marthonie évêque de Limoges et de Geoffroy de La Marthonie évêque d'Amiens et les arrière-grands-oncles  de Raymond de La Marthonie également évêque de Limoges.